# Pijlpalpje
Het pijlpalpje (Hypomma fulvum) is een spin uit de familie hangmatspinnen (Linyphiidae).
De spin wordt 2,4 tot 3 mm groot. Het prosoma is oranje tot roodbruin, het opisthosoma donkergrijs tot zwart en de poten oranjegeel. Leeft in de vegetatie bij water. Komt voor in het westen van het Palearctisch gebied.